# Анна Шведська (1545–1610)
Шведська принцеса Анна (швед. Anna Gustavsdotter; 19 червня 1545 — 20 березня 1610), також відома як Анна Марія та Анна Марія  — графиня Пфальца із Вельденца в шлюбі з Георгом Іоанном I, графом Пфальц Вельденцем. Ефективна регентка з 1592 по 1598 рік, контролювала розподіл територій між своїми синами. Дочка шведського короля Густава I і королеви Маргарити.

## Біографія

### Раннє життя
Про дитинство Анни відомо дуже мало. Протягом свого раннього дитинства вона, а також її брати і сестри в королівському дворі, перебували в основному під опікою її матері, довіреної доглядачки королеви, Брігітти Ларс Андерссонс, двоюрідної сестри матері Маргарети та знатної вдови Інгрід Амундсдоттер. Після смерті матері в 1551 році вона, а також її брати і сестри, були передані під опіку Крістіни Юлленшерни, а потім до її тітки Бріти і Марти Лейонгуфвуд до повторного шлюбу її батька з Катериною Стенбок. Тоді вони були передані під відповідальність мачухи, а точніше її фрейліни Анни Гоґенскільд. Як її сестри, вона отримала гарну освіту та засвоювала іноземні мови, зокрема німецьку.
У 1556 році вона та її сестри отримали посаг у 100 000 далерів, отримали свої портрети та описи їх особисті латинською мовою придворним поетом Генрікусом Моллером. Так вони були представлені на династичному європейському ринку шлюбів. З цього моменту було запропоновано кілька династичних шлюбів. У 1559 році був запропонований шлюб між Анною та Людовіком VI, курфюрстом Палатином або Поппо XII з Геннеберга (1513–1574). Після скандалу навколо принцеси Сесілії того року головний залицяльник Сесилії Георг Йоган I, граф Палатин Вельденський, вирішив спрямувати свої шлюбні переговори на Анну. Шлюб був укладений, бо він міг дати Георгу Йогану I необхідні кошти (її посаг у 100 000 був більший, ніж у більшості німецьких принцес, які зазвичай мали максимум 28 000), і тому, що він міг дати шведському королівському дому цінні контакти, як Георгу Йогану I, хоч сам був дрібним правителем, мав спорідненість з більшістю німецьких князівських будинків. Весілля відбулося в Стокгольмському королівському замку 20 грудня 1562 року. Зазначалося, що Анна носила корону з перлів, а серед гостей весілля був король Данії.
Після весілля Анна та Георг Йоган I деякий час залишалися у Швеції, щоб зібрати її великий посаг. У 1563 році три принцеси Сесілія, Анна і Софія надіслали лист протесту своєму брату-королю Еріку XIV щодо ув'язнення їхнього брата Югана, на що він відреагував дуже негативно. Подружжя остаточно виїхало зі Швеції до Німеччини в липні 1563 року і оселилося в Лаутерекен у Фельденці.

### Графиня Палатина
Шлюб описується як щасливий, і Анна, як повідомляється, виступала в ролі радниці Георга Йогана, намагаючись використати свій вплив, щоб стримати його численні авантюрні та дорогі проєкти. Під час подорожі її брата Карла до Німеччини в 1577 році їхній брат Юган III підозрював його у змові проти нього, і Анна виступала посередницею. У 1578–1579 роках вона також брала участь у переговорах між герцогом Карлом і Марією Пфальц-Зіммерн.
Джордж Джон використовував величезні статки Анни для фінансування дорогого придворного життя та руйнівних спекуляцій, а також накопичених боргів, які руйнували її стан та економіку держави, часто беручи позики для оплати інших позик. Однією з найдорожчих витрат було заснування міста Пфальцбург (1570 р.) у Північному Ельзасі, де часто перебував їхній двір у замку Ла-Петіте-Пієрре (Lützelstien). У 1579 році її посаг, очевидно, було витрачено даремно, оскільки вона та її чоловік не могли дозволити собі бути на весіллі між її братом Карлом і Марією Пфальц-Зіммерн відповідно до свого статусу.
Георг Йоган часто призначав Анну посередницею у його ділових справах: у 1588 році вона отримала завдання переконати Карла III, герцога Лотарингії, отримати свій шанс викупити місто Пфальцбург, яке він раніше продав Лотарингії з правом викупити його, щоб у нього був час позичити гроші, щоб викупити його вчасно. Анна успішно переконала герцога Лотарингії продовжити право Георга Іоанна на повернення Пфальцбурга, але в 1590 році він остаточно став частиною Лотарингії.

### Регентство і подальше життя
Після смерті Георга Йогана в квітні 1592 року держава збанкрутувала, а борги її покійного чоловіка перевищували весь дохід держави: він залишив борг у 300 000 флоринів, і вона до кінця життя намагалася його погасити. Паралельно з цим держава також зіткнулася з політичними потрясіннями, оскільки Георг Йоган розділив території країни між їхніми синами, що призвело до ворожнечі між ними, що унеможливило управління державою.
Щоб вирішити спадкову суперечку між її сином про державні землі, Анна виступала посередницею і керувала нерозділеними територіями як дієва регентка протягом шести років з 1592 року до тих пір, поки суперечка не була остаточно вирішена, а землі мирним шляхом розділили між синів.
Щоб вирішити боргові проблеми, Анна розпустила суд і жила в домівці своїх шуринів, поки не змогла дозволити собі знову мати власне господарство: вона також вступила в переговори зі своїм братом Карлом IX і вдовою королевою Гуніллою Більке з проханням отримати шведські кошти, які їй Юган III пообіцяв надіслати їй перед своєю смертю.
Анні не вдалося переконати свого брата Карла IX взяти участь у її регентстві, але вона дуже добре співпрацювала зі своїми співрегентами, Ернстом Філіпом Баденським, своїми шуринами Рікардом Зіммернським і Людовіком Вюртемберзьким, і успішно зуміла вирішити проблеми, з якими зіткнулося її регентство. У 1592 році вона погрожувала герцогу Лотарингії шведською інтервенцією, якщо він не зупинить військову агресію свого сина в околицях Лютцельштайна. У 1598 році Анна успішно переконалася, що її старший син Георг Густав отримав контроль над Вельденцем, а її молодший син Йоган Август отримав повний контроль над Лютцельштейном, перш ніж вона пішла з влади.

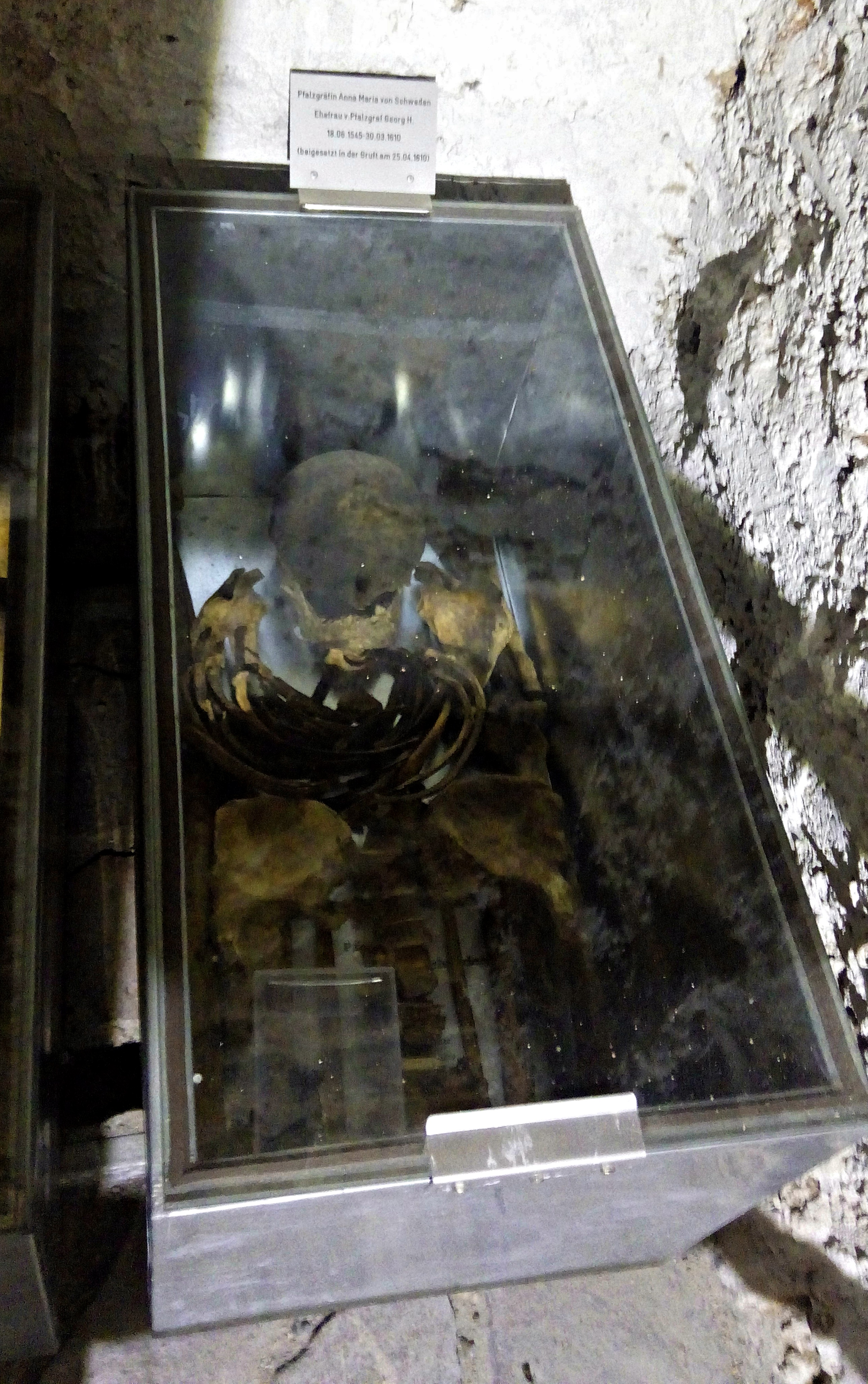
Могила Анни в Гашбах-ам-Ремігіусбергу (з табличкою, що називає її Анна-Марія)

Вийшовши після регентства на пенсію, вона провела у своїй резиденції в Лаутерекені та Ремігіусберзі. У заповіті вона пожертвувала велику суму з прибутком, щоб щорічно ділити між бідними.
Анну описували як вірну й відповідальну, милосердну та співпрацюючу, але водночас тверду: їй дозволили визнати, що вона успішно вирішила надзвичайно складну ситуацію під час свого регентства через її особисті якості та підкресливши її статус авторитету як центральної фігури та матріархальної династії. Вона була популярна і шанована у Вельденці, де її лагідно називали «матір Анна».

## Сім'я
20 грудня 1562 року Анна одружилася з Георгом Йоганном, графом Палатином з Вельденца. У пари були такі діти:
1. Георгій Густав, граф Палатин з Вельденца (1564 - 3 червня 1634)
2. Анна Маргарет Пфальц-Вельденц (28 квітня 1565 — 2 жовтня 1566)
3. Джон Руперт Пфальц-Вельденц (9 вересня 1566 — 1 жовтня 1567)
4. Анна Маргарет Пфальц-Вельденц (17 січня 1571 — 1 листопада 1621); дружина графа Палатина Річарда Зіммерн-Спонхеймського
5. Урсула Пфальц-Вельденська (24 лютого 1572 — 5 березня 1635); дружина Людовика III, герцога Вюртемберзького
6. Джоанна Єлизавета Пфальц-Вельденська (2 жовтня 1573 — 28 липня 1601)
7. Іоанн Август, граф Палатин Лютцельштайн (26 листопада 1575 — 18 вересня 1611)
8. Луї Філіп, граф Палатин Гуттенберг (24 листопада 1577 — 24 жовтня 1601)
9. Марія Анна Пфальц-Вельденська (9 червня 1579 — 10 жовтня 1579)
10. Катерина Урсула Пфальц-Вельденська (3 серпня 1582 — 22 січня 1595)
11. Георг Іоанн II, граф Палатин Лютцельштайн-Гуттенберг (24 червня 1586 — 29 вересня 1654)